# Кромвель, Эдвард, 3-й барон Кромвель
Эдвард Кромвель, 3-й барон Кромвель (англ. Edward Cromwell, 3rd Baron Cromwell; ок. 1560 — 27 апреля 1607) — английский дворянин и пэр. Сын Генри Кромвеля, 2-го барона Кромвеля, от его жены Мэри, дочери Джона Паулета, 2-го маркиза Уинчестера, и его первой жены Элизабет Уиллоуби. Его дед, Грегори, сын Томаса Кромвеля, главного министра Генриха VIII, был назначен 1-м бароном Кромвелем 18 декабря 1540 года.

## Карьера
Родился около 1560 года в Лонд-Абби, Лестершир. Старший сын Генри Кромвеля, 2-го барона Кромвеля (1538—1592), и Мэри Паулет (ок. 1540—1592). Эдвард Кромвель провёл некоторое время в колледже Джизуса в Кембридже, будучи учеником Ричарда Бэнкрофта, впоследствии архиепископа Кентерберийского, но не поступил в университет. Он стал магистром искусств в специальной конгрегации в 1594 году. В 1591 году он служил полковником в английской армии под командованием Роберта Деверё, 2-го графа Эссекса, посланного на помощь королю Франции Генриху IV в Нормандию, и после смерти своего отца в 1592 году унаследовал титул пэра и барона Кромвеля.
Эдвард Кромвель служил добровольцем в морской экспедиции против Испании в 1597 году. Он служил в экспедиции против Испании вместе с графом Эссексом и был посвящён им в рыцари в 1599 году, однако его надежды стать маршалом армии оказались тщетными. В августе 1599 года было сообщено, что он разгромил отряд мятежников численностью в шесть тысяч человек, но к концу месяца он снова был в Лондоне.
Эдуард Кромвель был вовлечён в восстание графа Эссекса, тщетную попытку графа Эссекса поднять восстание в Лондоне в январе 1601 года. Он был арестован за свою роль и отправлен в Тауэр 9 февраля 1601 года. Барон Кромвель заявлял о своём неучастии в заговоре Эссекса. Его жена обратилась к Тайному совету от имени своего мужа, находившегося в заключении в Тауэре, и попросила разрешения время от времени выходить на свежий воздух. Её прошение было удовлетворено, барону разрешили выходить на воздух, но только в компании лейтенанта и его заместителя. Сэр Чарльз Дэнверс, ключевая фигура среди приближённых Эссекса во время планирования и осуществления восстания, не включил Кромвеля в число «имён тех, кто проявил себя в действиях», которые он дал Тайному совету. Эдвард Кромвель и Уильям Сэндис, 3-й барон Сэндис, были доставлены для суда в Вестминстер-холл 5 марта 1601 года. Кромвель признал свою вину, был оштрафован на 3000 фунтов стерлингов и заключён в тюрьму на несколько месяцев, но 2 июля получил специальное помилование от Елизаветы I и был освобождён 9 июля 1601 года.
Попав в королевскую опалу, столкнувшись с растущими долгами и обеспокоенный судебными исками, Эдвард Кромвель был вынужден продать часть своих земель. Хотя он и не был лишён возможности занять своё место в парламенте, 23 сентября 1601 года Тайный совет сообщил ему, что «Её Величеству кажется более удобным, чтобы вы воздержались от своего вступления в парламент». Кромвель часто подавал прошения сэру Роберту Сесилу, пытаясь примириться с королевой. «Кому же мне жаловаться, тому, чьи преступления лишили меня всего — друзей, союзников, средств? Увы, я не знаю, покинет ли меня Господь, Её Величество и вы… Я умоляю вас прочесть моё прошение и облегчить моё поверженное состояние».
Когда Яков I Стюарт вступил на королевский престол, Эдвард Кромвель был включён в состав Тайного совета. Кромвель передал всё своё английское имущество лорду-наместнику Чарльзу Блаунту, 8-му лорду Маунтжою, и поселился в Ирландии. 13 сентября 1605 года Эдвард Кромвель заключил соглашение с ирландским вождём Фелимом Маккартаном, чтобы получить большую часть территории Маккартана в графстве Даун при условии, что он будет обучать и обеспечивать сына Маккартана в своём доме. 4 октября 1605 года Маккартан и Кромвель по договорённости передали свои владения королю, который официально передал их владельцам, и Кромвель был одновременно назначен губернатором Лекейла. В 1606 году он приобрёл баронство Лекейл и построил «внушительный дом» в Даунпатрике, графство Даун.

## Браки и дети
В 1581 году Эдвард Кромвель женился первым браком на Элизабет Аптон (? — 5 января 1592/1593), дочери Уильяма Аптона из Пуслинча, Девон, и Мэри Киркэм, и имел единственную дочь :
- Элизабет Кромвель, вышедшая замуж в 1597 году за сэра Джона Шелтона из Шелтона, графство Норфолк (1559 — ок. 1606), а позднее за Томаса Фицхьюза из Оксфордшира[11].

В 1593 году Эдвард Кромвель во второй раз женился на Фрэнсис Ругге (умерла до 30 ноября 1631 года), дочери Уильяма Ругге из Фелмингема, Норфолк, и Томасине Таунсенд, дочери сэра Роберта Таунсенда, судьи Честера. У супругов было трое детей:
- Томас Кромвель, 1-й граф Ардгласс (11 июня 1594—1653), был женат на Элизабет, дочери Роберта Меверелла из Троули и Илама, Стаффордшир[12].
- Фрэнсис Кромвель (1595[13] — 25 июня 1662), вышла замуж 30 января 1619 года за сэра Джона Уингфилда из Тикенкота, графство Ратленд[14] (ок. 1595 — 25 декабря 1631), который первым браком был женат на Джейн Терпин, дочери сэра Уильяма Терпина и верховного шерифа Ратленда.
- Энн Кромвель (ок. 15 марта 1597 — 11 июля 1636), замужем за сэром Эдвардом Уингфилдом (? — 1638), сыном Ричарда Уингфилда из Пауэрскорта, графство Уиклоу, и Оноры О’Брайен. Он унаследовал поместья своего двоюродного брата Ричарда Уингфилда, виконта Пауэрскорта, который умер без наследства в 1634 году[15][16]. У супругов было шесть сыновей и дочь[17].

## Смерть

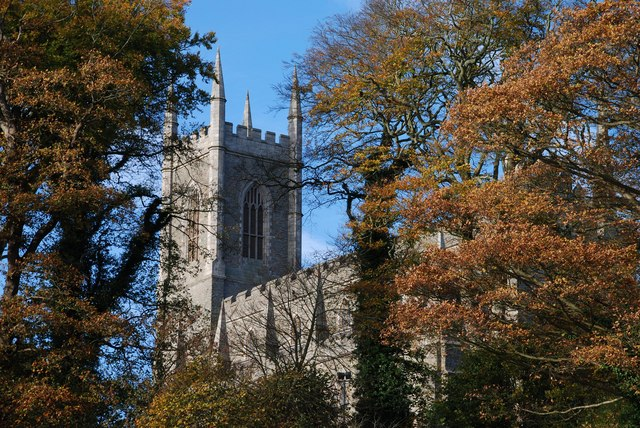
Кафедральный собор Даунпатрика

Эдвард Кромвель скончался в своём доме в Даунпатрике 27 апреля и был похоронен в «разрушенном алтаре» собора Святой Троицы 24 сентября 1607 года. Сэр Артур Чичестер, сообщая Тайному совету о его смерти 29 сентября 1607 года, выразил сожаление в связи с потерей "«как за службу его величеству, так и за то бедное состояние, в котором он оставил жену и детей». Ему наследовал его сын Томас Кромвель, как 4-й барон Кромвель, позже 1-й виконт Лекейл, который был создан графом Ардглассом в системе Пэрства Ирландии 15 апреля 1645 года. Баронский титул последовательно носили его сын, два внука и правнук. 26 ноября 1687 года после смерти Вера Эссекса Кромвеля, 4-го графа Ардгласса и 7-го барона Кромвеля, не имевшего мужского потомства, оба титула угасли. Его вдова Фрэнсис позже вышла замуж за Ричарда Уингфилда, 1-го виконта Пауэрскорта. Она умерла до 30 ноября 1631 года.
Сын Эдварда Кромвеля, Томас посетил бывшее поместье своего отца в Океме в 1631 году, где он принял участие в древней традиции конфискации подковы в знак уважения к лорду замка и поместья Окем. Томас Кромвель умер в 1653 году и похоронен в Тикенкоте, графство Ратленд. Его сын Оливер воздвиг мемориал, который сегодня можно увидеть на паперти собора Дауна, недалеко от того места, где похоронен его дед.